# Mario Falangola
Mario Falangola (Roma, 9 agosto 1880 – Roma, 14 luglio 1967) è stato un ammiraglio italiano.

## Biografia
Mario Falangola, figlio di Federico, patrizio di Sorrento e ufficiale del Genio Navale, e di Luigia Terrugia, nacque a Roma nel 1880, terzogenito di tre figli. Egli fu ammesso all'Accademia Navale di Livorno nel 1899, conseguendo la nomina a guardiamarina il 16 novembre 1902. 
Secondo il capitano di fregata Mario Leoni, nel 1940 ufficiale addetto alla sua persona, l'ammiraglio Falangola era un bell'uomo, aitante, signorile nel tratto, patriota nel senso più completo della parola, benevolo ed umano con tutti, affabile, nei modi e dotato di una facondia spontanea e persuasiva, esercitava nei suoi dipendenti un grande ascendente ed un sicuro fascino.  
Nel 1911-1912, con il grado di tenente di vascello, partecipò alla guerra italo-turca a bordo dell'incrociatore corazzato Giuseppe Garibaldi. Quando l'Italia entrò nella prima guerra mondiale, Falangola fu inizialmente imbarcato sulla corazzata Leonardo Da Vinci, ma dopo breve tempo fu trasferito nell'arma subacquea; nel 1916 divenne comandante del sommergibile Argo, ed in seguito dell'F 7. Al comando di quest'ultimo, Falangola affondò il 12 febbraio 1918 la piccola nave ausiliaria austroungarica Pelagosa, di 245 tsl, e l'11 agosto 1918 il trasporto truppe Euterpe (2270 tsl), provocando la perdita di 555 soldati austroungarici. Successivamente passò al comando del sommergibile Lorenzo Marcello; in totale, per la sua attività al comando di sommergibili durante la Grande Guerra, Falangola ricevette tre Medaglie d'Argento al Valor Militare e due Medaglie di Bronzo al Valor Militare, oltre a due promozioni per merito di guerra.
Nel periodo interbellico con il grado di capitano di vascello (anzianità 19 aprile 1925), comandò nel 1929 gli esploratori Tigre e Leone e nel 1932 la corazzata Giulio Cesare. In quello stesso anno fu promosso contrammiraglio (anzianità 16 agosto 1932) e nominato dapprima Comandante Militare Marittimo della Sicilia a Messina (1932-33) e poi comandante dell'Arsenale Militare Marittimo della Spezia (1933-34). Nel 1935, promosso ammiraglio di divisione (anzianità 1º dicembre 1933) e nominato ispettore delle nuove costruzioni e dall'11 febbraio 1935, comandante della flotta subacquea; nell'ottobre di quello stesso anno, a La Spezia, presenziò il collaudo dei primi due Siluri a Lenta Corsa detti anche "Maiali" che avrebbero poi costituito il nerbo della Xª Flottiglia MAS. Falangola ne fu talmente entusiasta da commissionare la costruzione di altri due Slc..
Nel periodo febbraio - settembre 1936, diresse la VII Divisione Navale, imbarcando sull'incrociatore Eugenio di Savoia.
Il 1º gennaio 1937 divenne ammiraglio di squadra. Nel gennaio 1939 fu posto brevemente al comando del Corpo delle Capitanerie di Porto.
Successivamente, il 20 luglio 1939, divenne comandante del neocostituito Comando in Capo della Squadra Sommergibili; ricopriva questo ruolo all'entrata dell’Italia nella seconda guerra mondiale (10 giugno 1940) e lo mantenne fino al dicembre 1941, dirigendo le operazioni subacquee della Regia Marina nella Battaglia del Mediterraneo. Il 9 dicembre 1941, subito dopo aver scritto una lunga relazione nella quale poneva in evidenza le carenze dell'arma subacquea italiana (in termini di addestramento, caratteristiche tecniche dei sommergibili, dottrina d'impiego, cooperazione con l'Aeronautica), Falangola fu rimosso dall'incarico e nominato comandante del Corpo delle Capitanerie di Porto, venendo sostituito al comando dei sommergibili dall'ammiraglio Antonio Legnani.
Di fervente fede fascista, dopo l'armistizio dell’8 settembre 1943 Falangola si pronunciò subito in favore della collaborazione con le forze tedesche, tentando in riunioni presso il Ministero della Marina – senza molto successo – di convincere altri ufficiali a fare lo stesso. Aderì subito alla Repubblica Sociale Italiana, ed il 30 settembre 1943 divenne Commissario della Marina per la città aperta di Roma. Lasciò tale incarico il 25 dicembre 1943, assumendo quello di comandante generale delle Capitanerie di Porto situate nel territorio della R.S.I., ruolo che ricoprì fino all'aprile 1945.
Unitosi alle truppe tedesche in ritirata verso il Brennero, all'inizio del maggio 1945 Falangola si consegnò a Bolzano al Comitato di Liberazione Nazionale Alta Italia, che a sua volta lo consegnò al locale comando statunitense, che lo fece trasferire nel campo di concentramento di Coltano, dove rimase per poco tempo.
Liberato, per la sua adesione alla R.S.I. fu privato del grado dalle autorità italiane e condannato a quattro anni (pena poi condonata) dal tribunale militare di Roma. La condanna venne però annullata una prima volta dal Tribunale Supremo Militare «per non aver commesso il fatto», e poi una seconda volta per avvenuta amnistia. Fu posto in congedo assoluto nel giugno 1945.
Nel 1955 il suo stato di servizio venne riesaminato e la cancellazione dai ruoli con perdita di grado fu annullata. Morì a Roma il 14 luglio 1967.

## Onorificenze

### Promozioni
- Guardiamarina (1902)
- Sottotenente di vascello (1/9/1906)
- Tenente di Vascello (1911)
- Capitano di Corvetta (1/4/1918)
- Capitano di Fregata (16/9/1918)
- Capitano di Vascello (1/5/1925)
- Contrammiraglio (16/8/1932)
- Ammiraglio di Divisione (1/12/1935)
- Ammiraglio di Squadra (1939)